# Louis Vuitton Pacific Series
La Louis Vuitton Pacific Series è stata una competizione velica di tipo match-race riservata a barche America's Cup Class (IACC), svoltasi dal 30 gennaio al 14 febbraio 2009 nelle acque antistanti Auckland, in Nuova Zelanda. La manifestazione venne concepita in seguito all'estenuante conflitto legale che ha preceduto la XXXIII America's Cup (poi tenutasi nel febbraio 2010), come un evento amichevole volto a mantenere vivo l'interesse per le regate di questa Classe.
Uno degli aspetti chiave che hanno consentito la relativamente rapida organizzazione della manifestazione è stata la messa a disposizione da parte di Emirates Team New Zealand e BMW Oracle di quattro loro barche AC5.0 (la tipologia con cui è stata disputata l'America's Cup dal 1992 al 2007), usate da tutti e 10 i sindacati partecipanti, con conseguente notevole riduzione dei costi rispetto alle precedenti edizioni della Louis Vuitton Cup.
Alla base del successo dell'evento vi è stata anche la scelta di semplificare le regate, strutturandole su un elementare percorso andata-ritorno: in tal modo, approfittando anche di condizioni climatiche favorevoli (nessun rinvio dovuto alle bizze del vento), è stato possibile svolgere ben 53 regate in soli 15 giorni, al termine delle quali Emirates Team New Zealand è emersa vincitrice, sconfiggendo in finale Alinghi.
Nel settembre 2009, i sindacati partecipanti, visto anche il perdurare delle dispute legali riguardo alla 33ª America's Cup edizione dell'America's Cup, hanno deciso di dare un seguito alla manifestazione con la creazione del Louis Vuitton Trophy.

## Partecipanti
Originariamente, 14 sindacati espressero interesse nella partecipazione alle Serie, fra cui Alinghi (allora defender dell'America's Cup), BMW Oracle (suo sfidante anche fuori dall'acqua), oltre ovviamente ai padroni di casa di Emirates Team New Zealand. Quattro dei contendenti dichiararono però forfait alla vigilia della competizione, principalmente a causa della mancanza dei fondi necessari a supportare la sfida.
| Paese         | Sindacato                    | Yacht Club                         | Note                        |
| ------------- | ---------------------------- | ---------------------------------- | --------------------------- |
| Nuova Zelanda | Emirates Team New Zealand    | Royal New Zealand Yacht Squadron   | Organizzatore               |
| Svizzera      | Alinghi                      | Société nautique de Genève         | Defender dell'America's Cup |
| Stati Uniti   | BMW Oracle                   | Golden Gate Yacht Club             |                             |
| Francia       | K Challenge                  | Cercle de la Voile de Paris        |                             |
| Sudafrica     | Team Shosholoza              | Royal Cape Yacht Club              |                             |
| Italia        | Luna Rossa                   | Yacht Club Italiano                |                             |
| Regno Unito   | Team Origin                  | Royal Thames Yacht Club            |                             |
| Cina          | China Team                   | Qingdao International Yacht Club   |                             |
| Italia        | Damiani Italia               | Circolo Canottieri Aniene          |                             |
| Grecia        | Greek Challenge              | Nautical Club of Kalamata          |                             |
| Italia        | Team Francesco De Angelis    | –                                  | Ritirato                    |
| Italia        | Mascalzone Latino            | Reale Yacht Club Canottieri Savoia | Ritirato                    |
| Germania      | United Internet Team Germany | Deutscher Challenger Yacht Club    | Ritirato                    |
| Francia       | French Spirit                | –                                  | Ritirato                    |

## Formato
Prima della competizione venne stabilito che Emirates Team New Zealand, in quanto organizzatore dell'evento, avrebbe avuto diretto accesso alla serie finale, ma avrebbe comunque partecipato alle regate di selezione, anche se i match da esso disputati non avrebbero assegnato punti.
I 10 sindacati vennero dunque suddivisi in due gironi all'italiana di cinque imbarcazioni ciascuna, denominati Pool A e B, al termine dei quali vennero formati altri due gironi all'italiana, uno di 6 team detto Gold Fleet (cui avevano accesso i primi 3 dei due Pool) e uno costituito dai rimanenti quattro sindacati, detto Silver Fleet. Veniva assegnato un punto per ogni vittoria.
Le classifiche dei due gironi dovevano servire da base per la fase finale, a eliminazione diretta, con la quale veniva selezionato lo sfidante di Emirates Team New Zealand nella serie finale del torneo.

## Le barche
A differenza della Louis Vuitton Cup, in cui ogni sindacato partecipante doveva provvedere alla costruzione della propria imbarcazione di gara, in questo caso vennero impiegate quattro barche prese a prestito da Emirates Team New Zealand (NZL-84 e NZL-92) e BMW Oracle (USA-87 e USA-98), le quali avevano corso nella Louis Vuitton Cup 2007 e, nel caso di NZL-92, anche nella susseguente Coppa America. Le barche per l'occasione vennero estesamente modificate e semplificate, al fine di ottenere dei mezzi tecnici quanto più livellati possibile, e così consentire a tutti gli equipaggi di competere ad armi pari.

## Risultati

### Prima fase
Le regate dei Pool A e B si svolsero in contemporanea dal 30 gennaio al 3 febbraio.

#### Pool A
In questo girone vennero impiegate le due imbarcazioni di BMW Oracle, USA-87 e USA-98.
| Pos | Squadra                   | G | V | P | Pt | Risultato                     |
| --- | ------------------------- | - | - | - | -- | ----------------------------- |
| 1   | Emirates Team New Zealand | 4 | 4 | 0 | 4  | Qualificate alla gold fleet   |
| 2   | BMW Oracle                | 4 | 3 | 1 | 3  | Qualificate alla gold fleet   |
| 3   | Damiani Italia            | 4 | 2 | 2 | 2  | Qualificate alla gold fleet   |
| 4   | K Challenge               | 4 | 1 | 3 | 1  | Qualificate alla silver fleet |
| 5   | China Team                | 4 | 0 | 4 | 0  | Qualificate alla silver fleet |

|                           | CHN         | DAM         | NZL         | KCH         | ORA         |
| ------------------------- | ----------- | ----------- | ----------- | ----------- | ----------- |
| China Team                | —           | 0–1 (+1:18) | 0–1 (+0:59) | 0–1 (+1:02) | 0–1 (+1:28) |
| Damiani Italia            | 1–0 (-1:18) | —           | 0–1 (+0:19) | 1–0 (-0:45) | 0–1 (+0:52) |
| Emirates Team New Zealand | 1–0 (-0:59) | 1–0 (-0:19) | —           | 1–0 (-1:38) | 1–0 (-0:28) |
| K Challenge               | 1–0 (-1:02) | 0–1 (+0:45) | 0–1 (+1:38) | —           | 0–1 (+0:54) |
| BMW Oracle                | 1–0 (-1:28) | 1–0 (-0:52) | 0–1 (+0:28) | 1–0 (-0:54) | —           |

#### Pool B
Per le regate di questo gruppo furono utilizzate le barche di Emirates Team New Zealand, NZL-84 e NZL-92.

| Pos | Squadra         | G | V | P | Pt | Risultato                     |
| --- | --------------- | - | - | - | -- | ----------------------------- |
| 1   | Team Origin     | 4 | 4 | 0 | 4  | Qualificate alla gold fleet   |
| 2   | Alinghi         | 4 | 2 | 2 | 2  | Qualificate alla gold fleet   |
| 2   | Luna Rossa      | 4 | 2 | 2 | 2  | Qualificate alla gold fleet   |
| 4   | Team Shosholoza | 4 | 1 | 3 | 1  | Qualificate alla silver fleet |
| 5   | Greek Challenge | 4 | 1 | 3 | 0  | Qualificate alla silver fleet |

1. ↑  1 punto di penalità per aver danneggiato l'imbarcazione durante la regata con Alinghi.

|                 | ALI         | GRC         | LUN         | ORI         | SHO         |
| --------------- | ----------- | ----------- | ----------- | ----------- | ----------- |
| Alinghi         | —           | 1–0 (-2:02) | 1–0 (-0:50) | 0–1 (+0:36) | 0–1 (+3:49) |
| Greek Challenge | 0–1 (+2:02) | —           | 0–1 (+0:54) | 0–1 (+0:58) | 1–0 (-0:56) |
| Luna Rossa      | 0–1 (+0:50) | 1–0 (-0:54) | —           | 0–1 (+1:11) | 1–0 (-1:09) |
| Team Origin     | 1–0 (-0:36) | 1–0 (-0:58) | 1–0 (-1:11) | —           | 1–0 (-0:48) |
| Team Shosholoza | 1–0 (-3:49) | 0–1 (+0:56) | 0–1 (+1:09) | 0–1 (+0:48) | —           |

### Seconda fase
Le regate delle Gold e Silver Fleet hanno avuto luogo dal 5 al 9 febbraio.

#### Gold Fleet
Il vincitore di questo girone avanzava direttamente alla finale degli sfidanti, mentre gli altri team si sarebbero qualificati per le fasi eliminatorie, col loro piazzamento in classifica a determinare l'ordine degli incontri. Emirates Team New Zealand sarebbe passata alla finalissima in quanto organizzatore, indipendentemente dai propri risultati.
| Pos | Squadra                   | G | V | P | Pt  | Risultato                          |
| --- | ------------------------- | - | - | - | --- | ---------------------------------- |
| —   | Emirates Team New Zealand | 5 | 2 | 3 | 0   | Qualificata alla finalissima       |
|     |                           |   |   |   |     |                                    |
| 1   | Alinghi                   | 5 | 4 | 1 | 4   | Qualificata alla finale Challenger |
| 2   | BMW Oracle                | 5 | 4 | 1 | 2   | Qualificate ai quarti di finale    |
| 3   | Damiani Italia            | 5 | 3 | 2 | 2   | Qualificate ai quarti di finale    |
| 4   | Team Origin               | 5 | 2 | 3 | 0.5 | Qualificate ai play-off            |
| 5   | Luna Rossa                | 5 | 0 | 5 | 0   | Qualificate ai play-off            |

1. ↑  1 punto di penalità per un contatto con Team Origin.
2. ↑  0,5 punti di penalità per un contatto con BMW Oracle.

|                           | ALI         | ORA         | DAM         | NZL         | LUN         | ORI         |
| ------------------------- | ----------- | ----------- | ----------- | ----------- | ----------- | ----------- |
| Alinghi                   | —           | 1–0 (-0:27) | 1–0 (-0:44) | 0–1 (r)     | 1–0 (-0:23) | 1–0 (-0:15) |
| BMW Oracle                | 0–1 (+0:27) | —           | 1–0 (-0:26) | 1–0 (-0:27) | 1–0 (-0:58) | 1–0 (r)     |
| Damiani Italia            | 0–1 (+0:44) | 0–1 (+0:26) | —           | 1–0 (-0:19) | 1–0 (-1:40) | 1–0 (-0:24) |
| Emirates Team New Zealand | 1–0 (r)     | 0–1 (+0:27) | 0–1 (+0:19) | —           | 1–0 (-0:26) | 0–1 (+0:06) |
| Luna Rossa                | 0–1 (+0:23) | 0–1 (+0:58) | 0–1 (+1:40) | 0–1 (+0:26) | —           | 0–1 (+0:04) |
| Team Origin               | 0–1 (+0:15) | 0–1 (r)     | 0–1 (+0:24) | 1–0 (-0:06) | 1–0 (-0:04) | —           |

1. 1 2  Regata non disputata per il ritiro di Alinghi prima della partenza e vinta a tavolino da Emirates Team New Zealand. Gli svizzeri sostennero di non aver nulla da guadagnare in termini di classifica, mentre esisteva il rischio di danneggiare le barche e quindi ricevere delle penalità in caso di contatto.
2. 1 2  Regata non disputata per il ritiro di Team Origin, in seguito a una collisione con BMW Oracle durante le procedure di prepartenza. I giudici hanno successivamente assegnato un punto di penalità a BMW Oracle e 0,5 punti di penalità a Team Origin.

#### Silver Fleet
Dei 4 sindacati partecipanti, i primi 2 avanzavano alle fasi eliminatorie, mentre gli ultimi 2 sarebbero stati eliminati dalla competizione.
| Pos | Squadra         | G | V | P | Pt | Risultato               |
| --- | --------------- | - | - | - | -- | ----------------------- |
| 1   | China Team      | 3 | 3 | 0 | 3  | Qualificate ai play-off |
| 2   | K Challenge     | 3 | 2 | 1 | 2  | Qualificate ai play-off |
| 3   | Greek Challenge | 3 | 1 | 2 | 1  |                         |
| 4   | Team Shosholoza | 3 | 0 | 3 | 0  |                         |

|                 | CHN         | GRC         | KCH         | SHO         |
| --------------- | ----------- | ----------- | ----------- | ----------- |
| China Team      | —           | 1–0 (-2:58) | 1–0 (-0:57) | 1–0 (-0:15) |
| Greek Challenge | 0–1 (+2:58) | —           | 0–1 (+0:27) | 1–0 (-1:26) |
| K Challenge     | 0–1 (+0:57) | 1–0 (-0:27) | —           | 1–0 (-0:14) |
| Team Shosholoza | 0–1 (+0:15) | 0–1 (+1:26) | 0–1 (+0:14) | —           |

### Terza fase
Le regate della fase eliminatoria si sono svolte in soli due giorni, 10-11 febbraio.
|  | Sail-off | Sail-off    | Sail-off       |             |      | Quarti di finale | Quarti di finale | Quarti di finale |  |  | Semifinale | Semifinale | Semifinale |  |
|  |          |             |                |             |      |                  |                  |                  |  |  |            |            |            |  |
|  |          |             |                |             |      | G3               | Damiani Italia   | 0:29             |  |  |            |            |            |  |
|  |          |             |                |             |      | G3               | Damiani Italia   | 0:29             |  |  |            |            |            |  |
|  |          |             |                | Team Origin |      |                  |                  |                  |  |  |            |            |            |  |
|  | G4       | Team Origin | 1:52           |             |      |                  |                  |                  |  |  |            |            |            |  |
|  | G4       | Team Origin | 1:52           |             |      |                  |                  |                  |  |  |            |            |            |  |
|  | S2       | K Challenge |                |             |      |                  |                  |                  |  |  |            |            |            |  |
|  | S2       | K Challenge | Damiani Italia |             |      |                  |                  |                  |  |  |            |            |            |  |
|  |          |             |                |             |      |                  |                  |                  |  |  |            |            |            |  |
|  |          |             | BMW Oracle     | BMW Oracle  | 0:35 |                  |                  |                  |  |  |            |            |            |  |
|  |          |             |                | BMW Oracle  | 0:35 |                  |                  |                  |  |  |            |            |            |  |
|  |          |             |                |             |      |                  |                  |                  |  |  |            |            |            |  |
|  |          |             |                |             |      |                  |                  |                  |  |  |            |            |            |  |
|  |          | G2          | BMW Oracle     | 0:09        |      |                  |                  |                  |  |  |            |            |            |  |
|  |          |             |                | 0:09        |      |                  |                  |                  |  |  |            |            |            |  |
|  |          |             |                | Luna Rossa  |      |                  |                  |                  |  |  |            |            |            |  |
|  | G5       | Luna Rossa  | 0:01           |             |      |                  |                  |                  |  |  |            |            |            |  |
|  | G5       | Luna Rossa  | 0:01           |             |      |                  |                  |                  |  |  |            |            |            |  |
|  | S1       | China Team  |                |             |      |                  |                  |                  |  |  |            |            |            |  |

Parallelamente, venne disputato un incontro tra le due compagini relegate dalla Silver Fleet per determinare la classifica degli ultimi due posti.
|  | Finale 9º posto |                 |      |  |
|  |                 |                 |      |  |
|  | S3              | Greek Challenge | 0:31 |  |
|  | S4              | Team Shosholoza |      |  |

#### Finale degli sfidanti
Originariamente prevista una serie al meglio delle 5 regate, a causa delle condizioni climatiche sfavorevoli essa venne ridotta al meglio delle 3 regate, per cui Alinghi poté prevalere con sole due vittorie, riportate l'11 e il 12 febbraio.
|  | Finale     |            |      |      |   |  |
|  |            |            |      |      |   |  |
|  | Alinghi    | Alinghi    | 0:01 | 0:27 | 2 |  |
|  | BMW Oracle | BMW Oracle |      |      | 0 |  |

### Serie finale
Anche qui il meteo avverso ha determinato una riduzione della serie di regate da 7 a 5, con la vittoria finale dei padroni di casa neozelandesi, qualificati di diritto alla finale, per 3-1 su Alinghi. Le 4 regate svoltesi hanno avuto luogo anche qui in soli due giorni, il 13-14 febbraio.
|  | Finale                    |                           |      |      |      |      |   |  |
|  |                           |                           |      |      |      |      |   |  |
|  | Emirates Team New Zealand | Emirates Team New Zealand |      | 0:28 | 0:34 | 0:19 | 3 |  |
|  | Alinghi                   | Alinghi                   | 0:12 |      |      |      | 1 |  |

## Classifica finale
| Pos | Squadra                   | G  | V | P |
| --- | ------------------------- | -- | - | - |
| 1   | Emirates Team New Zealand | 13 | 9 | 4 |
| 2   | Alinghi                   | 15 | 9 | 6 |
| 3   | BMW Oracle                | 13 | 9 | 4 |
| 4   | Damiani Italia            | 11 | 6 | 5 |
| 5   | Luna Rossa                | 11 | 3 | 8 |
| 5   | Team Origin               | 11 | 7 | 4 |
| 7   | China Team                | 8  | 3 | 5 |
| 7   | K Challenge               | 8  | 3 | 5 |
| 9   | Greek Challenge           | 8  | 3 | 5 |
| 10  | Team Shosholoza           | 8  | 1 | 7 |